# Kasireddigandlahalli, Bangarapet
Kasireddigandlahalli là một làng thuộc tehsil Bangarapet, huyện Kolar, bang Karnataka, Ấn Độ.